# John Paul Stevens
John Paul Stevens (Chicago (Illinois), 20 april 1920 – Fort Lauderdale (Florida), 16 juli 2019) was een Amerikaans jurist en rechter in het Hooggerechtshof van de Verenigde Staten.

## Loopbaan
Stevens groeide op in Chicago waar zijn vader een van de eigenaren was van het beroemde toenmalige grootste hotel ter wereld, het Stevens Hotel en studeerde rechten aan de Northwestern University en de Universiteit van Chicago, voordat hij van 1942 tot 1945 diende in de Amerikaanse marine. In 1947 werkte hij als klerk voor Wiley Rutledge, een van zijn voorgangers bij het Hooggerechtshof. Tijdens de jaren 60 was Stevens een advocaat in Chicago, totdat president Richard Nixon hem in 1970 benoemde tot rechter van het Hof van Beroep voor het 7e circuit, en vijf jaar later nomineerde president Gerald Ford hem als Associate Justice van het Hooggerechtshof, om William O. Douglas te vervangen.
De eerste jaren in Washington D.C. werd hij gezien als een gematigde conservatief doordat hij van mening was dat positieve discriminatie ongrondwettig was. Over het algemeen was Stevens in zijn eerste jaren gematigd en onafhankelijk, soms nam hij een progressieve positie, op andere momenten weer een conservatieve. Een verhaal dat tijdens zijn eerste jaren op het hof over Stevens werd verteld, luidt als volgt: William Rehnquist laat tijdens het bespreken een conservatief verhaal horen, en William Brennan laat zijn progressieve verhaal horen. Toen Stevens aan de beurt was om te spreken, zei hij simpelweg: "Ik ben het eens met Bill."
De laatste tijd schaarde hij zich steeds vaker bij de progressief geachte rechters, zozeer zelfs dat hij een tijdje als hun intellectuele leider werd gezien. In de zaak Grutter vs. Bollinger (2003) liet hij zelfs zijn bezwaren tegen positieve discriminatie vallen.
Stevens ging in 2010 met pensioen. In augustus van dat jaar werd hij bij het Hooggerechtshof opgevolgd door Elena Kagan, die door president Barack Obama werd benoemd.

## Gerelateerd onderwerp
- Supreme Court van de Verenigde Staten